# Partilledsmodellen

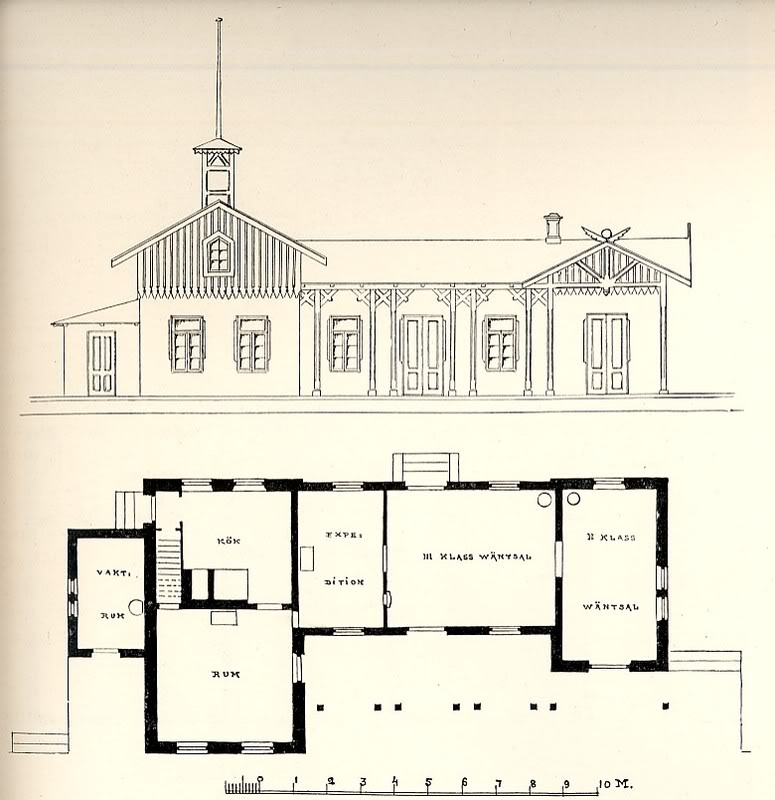
Ritning av Partilleds station.

Partilledsmodellen är en beteckning på en modelltyp av stationshus som ritades på 1850-talet av chefsarkitekten vid Statens Järnvägars arkitektkontor, Adolf W. Edelsvärd. 
Partilledsmodellen har fått sitt namn efter det första stationshuset i Partille – dåvarande Partilled – som byggdes 1856. Stationen byggdes i en kombination av tegel och trä. Även stationerna i Floda, Fåglavik och Moholm fick stationer efter modellen men där byggdes stationerna helt i trä. Över bostadsdelen höjer sig ett klocktorn och mot banan har byggnaden en fronton med ett akroterion.
Modellen saknar vestibul; från ingången mot gatan kommer man in i tredjeklassväntsalen. På ömse sidor om denna finns en andraklassväntsal och biljettexpedition. Bakom expeditionen ligger en personalbostad och på kortsidan finns ett vaktrum med egen ingång. Själva bostadsdelen har även en övervåning. Andra modeller av Edelsvärds stationshus saknar bostadsdel på bottenvåningen då detta gjorde det svårare att utvidga eller förändra stationshuset. Senare försökte man att undvika personalbostad i själva stationshuset. Denna kom då att byggas som ett hus för sig.
Stationshuset i Fåglavik förklarades som byggnadsminne av regeringen år 2018.

## Stationer
- Floda, byggd 1857, riven 1903[4]
- Fåglavik, byggd 1858[5]
- Moholm, riven 1873[5]
- Partille, anlagd 1856[5], riven 1901